# Jürgen Damm
Jürgen Damm Gomez Rascón (Tuxpan, 7 de novembro de 1992), é um futebolista mexicano que atua como meio-campo. Atualmente, joga pelo Atlético San Luis

## Títulos

### Tigres
- Liga MX: Apertura 2015, Apertura 2016
- Campeón de Campeones: 2016, 2017